# Некропола Пањевац у Чукојевцу код Краљева
Некропола Пањевац у Чукојевцу код Краљева је средњовековна некропола, смештена на ушћу Груже у Западну Мораву. Некропола је датована у 12. и почетак 13. века, а постоје и индиције да је сахрањивање у овој некрополи настављено и током последњих деценија постојања независне средњовековне српске државе. У близини некрополе нађени су и остаци цигларске пећи и фибуле из 4. века нове ере.

## Историјат
Локалитет Пањевац налази се у Чукојевцу код Краљева, поред ушћа реке Груже у Западну Мораву. Реч је о првој моравској речној тераси, која се налази испод касноантичког утврђења са рефугијем, односно локалитета Градиште. Прва истраживања на локалитету Пањевац обавио је Народни музеј Краљево 1984. године, када је откривена цигларска пећ из 4. века нове ере.
Власник земљишта на коме је откривена горепоменута пећ је пријавио да је током изградње својих кућа проналазио људске кости. Куће су удаљене око стотинак метара од места на ком је била пронађена пећ. У дворишту у ком се куће налазе откривено је неколико гробова. Два гроба оријентације запад-исток пронађена су у делу дворишта иза помоћних просторија. У гробу 1 је нађена лобања и део костију карлице и ногу, док је скелет из гроба 2 био готово потпуно очуван. Први гроб је припадао особи старости између 17 и 25 година, највероватније мушког пола, гроб 2 је припада мушкарцу старости око 50 година. Оба скелета леже на истој нивелети, један поред другог, али је изнад гроба 2 саграђена конструкција. Гробови су били без прилога.
У гробу 3 пронађена је лобања која је припадала петогодишњем детету, а у гробу 4 је пронађена лобања жене која је имала између 18 и 25 година. Са десне стране лобање у гробу 4 пронађена је бронзана наушница са три гранулирана коленца, која се ретко налази у средњовековним гробовима с обзиром да су наушнице са два коленца знатно заступљеније. Њој најсличније су научнице у некрополама у околини Чачка, у Мрчајевцима и на средњовековној некрополи у центру Чачка, код античких терми. Скелети су у земљу полагани без сандука, а због велике киселости тла су готово потпуно девастирани.
На локалитету је откривена и крстаста фибула од бронзе. Ове фибуле су широко распрострањене у Горњој Мезији и део су мушке одеће из 4. века нове ере, а посебно су присутне код војске. Оваква фибула припада типу фибула везаних за период владавине цара Теодосија (379-395) и његовог сина Аркадија (380-408). Ово датовање фибуле се уклапа са датовањем цигларске пећи која је пронађена у близини приликом ранијих ископавања.
Откривени су и могући остаци гроба 5, који се налазио у потпуности у слоју жуте глине, па је скелет због киселости тла потпуно уништен. Одавде највероватније потичу две наушнице које су остале у грумену земље. Прва је бронзана наушница са једном округлом јагодом на доњем крају карике. Украшена је псеудогранулацијом са 2 намотаја филигранске жице са једне стране, док је са друге завршетак карике обликован у петљу. Наушнице попут ове пронађене су на средњовековним некрополама датованим у другу половину 12. и почетак 13. века. Друга наушница из Пањевца је бронзана алка, на којој је декорација уништена. Ови налази некрополу у Пањевцу датују у 12. и почетак 13. века, у исто време када су у близини некрополе подигнути манастири Студеница и Жича. Како је реч о сеоском гробљу, вероватно је социјални статус сахрањених био скроман.
Постоје и индиције да је део некрополе потицао из периода позног средњег века. Наиме, повреде на лобањи скелета пронађеног у гробу 2 задобијене су током борби. На лобањи је пронађена млађа повреда, нанета сечивом, која је зарасла током живота. Највероватније је гроб 2 био гроб ратника, који је ударац у главу преживео захваљујући некој врсти заштите коју је носио на глави. Како је повреда нанета танким сечивом, могуће је да је повреду нанео војник који је носио лако наоружање, које је имала турска војска. Поред ње, на лобањи се налази и старија повреда, нанета тупим предметом. Такође, на свега 10 километара од Чукојевца, у правцу ка Крагујевцу је и средњовековни град Честин. Овај град је био значајан крајем 14. и почетком 15. века, а угарски краљ Жигмунд га је поменуо у више својих повеља. Село Годачица, свега 2 километра удаљено од Чукојевца, припадало је жупану Алтоману и његовом сину Николи Алтомановићу. Дакле, у овим крајевима се живот интензивно одвијао и у другој половини 14. и у првој половини 15. века.
Како је свако истраживање некропола у околини Краљева показало да оне потичу из 12. и почетка 13. века, исто као и некропола у Пањевцу, може се закључити да је овај крај у том периоду био интензивно насељен. Један километар западно од Пањевца, према селу Стублу, евидентирано је средњовековно насеље у делу познатом као Ћирковска коса. Мештани су на тој локацији при обради земље налазили керамику и новац. Откриће некрополе у Пањевцу указује на континуирану насељеност од периода средњег века до данас на много ширем простору Чукојевца. Са друге стране, налази античке фибуле указују на античке слојеве, али контролни радови у зони претпостављеног античког насеља нису дали резултате због велике девастације локалитета током 19. и нарочито 20. века. Наиме, у периоду између два светска рата, село је обнављано, а за насипање путева је коришћен управо антички материјал са оближњих локалитета.